# Estación de Ulldecona-Alcanar-La Senia
Ulldecona-Alcanar-La Sénia es una estación ferroviaria ubicada en el municipio español de Ulldecona, cerca de Alcanar y Cenia, en la provincia de Tarragona. Ofrece servicios de Media Distancia operados por Renfe. 

## Ubicación ferroviaria
La estación se encuentra en el punto kilométrico 162,2 de la línea férrea de ancho ibérico que une Valencia con San Vicente de Calders, a una altitud de 133 metros.

## Historia
La estación fue inaugurada el 12 de marzo de 1865 con la apertura del tramo Benicasim-Uldecona de la línea que pretendía unir Valencia con Tarragona. Las obras corrieron a cargo de la Sociedad de los Ferrocarriles de Almansa a Valencia y Tarragona, que anteriormente, bajo otros nombres, había logrado unir Valencia con Almansa. En 1889, la muerte de José Campo Pérez, principal impulsor de la compañía, llevó a su fusión con Norte. En 1941, después de la nacionalización del ferrocarril en España, la estación pasó a ser gestionada por la recién creada RENFE. 
Desde el 31 de diciembre de 2004 Renfe Operadora opera la línea, mientras que Adif es el titular de las instalaciones ferroviarias.

## La estación

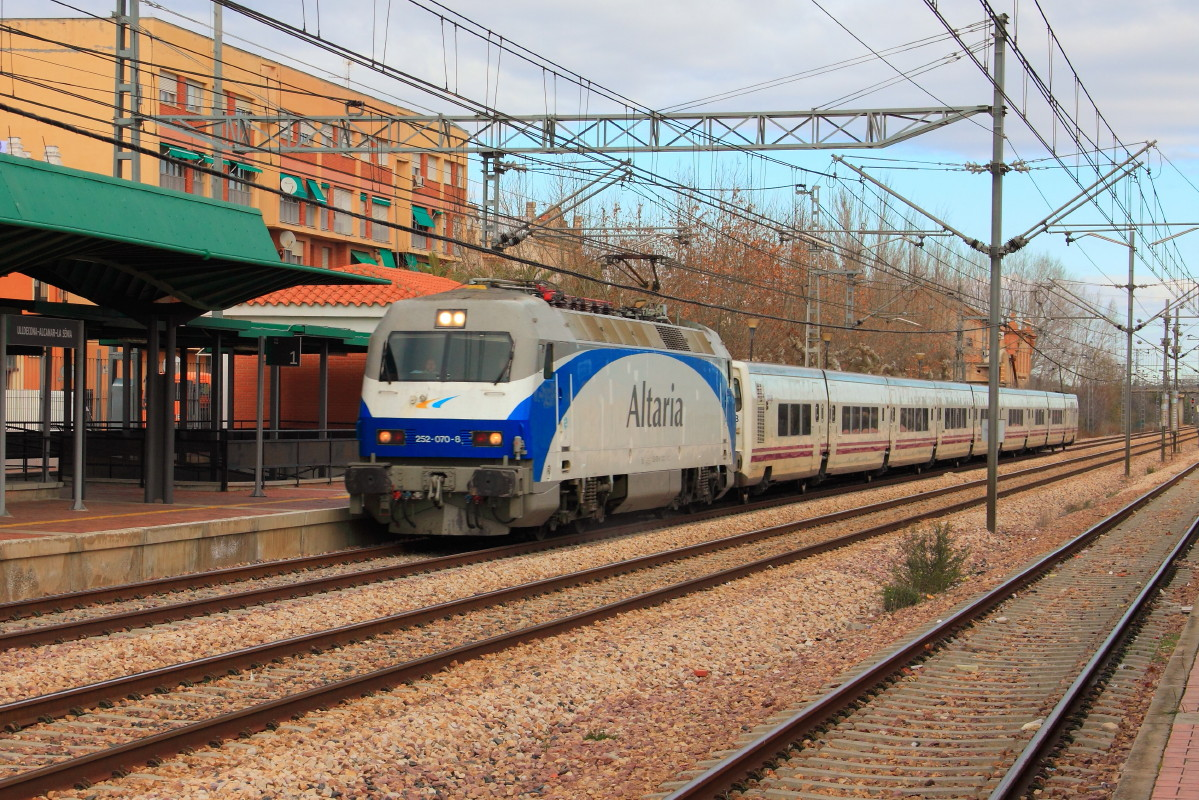
La locomotora eléctrica 252.070 de Renfe Operadora, con un servicio Talgo Barcelona Sants-Alicante Terminal, cruza la estación de Ulldecona-Alcanar-La Sénia.

Se encuentra al este de Ulldecona, en una larga recta de casi 10 kilómetros. Su edificio para viajeros, de diseño clásico, consta de dos pisos y se asienta sobre una base rectangular. Cuenta con dos andenes, uno lateral y otro central, y cuatro vías, siguiendo el siguiente esquema: a-v-v-v-a-v-a. Ambos andenes están parcialmente cubiertos con singulares marquesinas metálicas de color verde. El cambio de uno a otro se realiza a través de un paso subterráneo. Dispone de un aparcamiento exterior y también alberga una oficina de información turística. La estación fue completamente renovada en 1995 debido a la puesta en marcha del Corredor Mediterráneo.

## Servicios ferroviarios

### Media Distancia
Los trenes de Media Distancia operados por Renfe tienen como principales destinos Valencia, Barcelona, Tortosa y Tarragona
| Línea MD | Trenes                   | Origen/Destino |  | Destino/Origen    |
| -------- | ------------------------ | -------------- |  | ----------------- |
| 50       | Regional Regional Exprés | Valencia-Norte |  | Tortosa Barcelona |